# Primer ministro de Montserrat
El Primer ministro de Montserrat es el jefe de Gobierno la dicha isla, territorio de ultramar del Reino Unido. Como resultado, el jefe de Estado de Montserrat es el rey Carlos III, quien es también el del Reino Unido. En la isla es representado por el Gobernador. 
El actual primer ministro de Montserrat es Easton Taylor-Farrell, del Movimiento por el Cambio y la Prosperidad. El titular del cargo es designado por el gobernador entre los miembros de la Asamblea Legislativa, que se compone de nueve miembros elegidos. 
El 13 de octubre de 2010, la Reina aprobó la Orden de la Constitución de Montserrat de 2010, que reemplazó el cargo del Ministro Jefe con el del Primer Ministro. El primer primer ministro de Montserrat fue Reuben Meade, quien también ocupó el cargo de ministro jefe, y fue el último en hacerlo. 
El Gabinete ha reemplazado al Consejo Ejecutivo y está compuesto por el primer ministro, el fiscal general, el secretario de Finanzas y otros tres ministros. Uno de los miembros del gabinete, aparte del primer ministro, debe ser nombrado suplente. 

## Lista de primeros ministros
| Imagen                         | Imagen                         | Nombre (Nacimiento-muerte)     | Mandato                        | Mandato                        | Duración                       | Partido                                    |                                |
| Imagen                         | Imagen                         | Nombre (Nacimiento-muerte)     | Inicio                         | Fin                            | Duración                       | Partido                                    |                                |
| Ministro en jefe de Montserrat | Ministro en jefe de Montserrat | Ministro en jefe de Montserrat | Ministro en jefe de Montserrat | Ministro en jefe de Montserrat | Ministro en jefe de Montserrat | Ministro en jefe de Montserrat             | Ministro en jefe de Montserrat |
| ------------------------------ | ------------------------------ | ------------------------------ | ------------------------------ | ------------------------------ | ------------------------------ | ------------------------------------------ | ------------------------------ |
| 1                              |                                | William Henry Bramble          | Enero de 1960                  | Diciembre de 1970              |                                | Partido Laborista de Montserrat            |                                |
| 2                              |                                | Percival Austin Bramble        | Diciembre de 1970              | Noviembre de 1978              |                                | Partido Democrático Progresista            |                                |
| 3                              |                                | John Osborne                   | Noviembre de 1978              | 10 de octubre de 1991          |                                | Movimiento de Liberación popular           |                                |
| 4                              |                                | Reuben Meade (1954–)           | 10 de octubre de 1991          | 13 de noviembre de 1996        |                                | Partido Democrático Progresista            |                                |
| 5                              |                                | Bertrand Osborne               | 13 de noviembre de 1996        | 22 de agosto de 1997           |                                | Movimiemto para la Reconstrucción Nacional |                                |
| 6                              |                                | David Brandt                   | 22 de agosto de 1997           | 5 de abril de 2001             |                                | No alineaedo                               |                                |
| 7                              |                                | John Osborne                   | 5 de abril de 2001             | 2 de junio de 2006             |                                | Nuevo Movimiento de Liberación Popular     |                                |
| 8                              |                                | Lowell Lewis                   | 2 de junio de 2006             | 10 de septiembre de 2009       |                                | Partido Democrático de Montserrat          |                                |
| 9                              |                                | Reuben Meade (1954–)           | 10 de septiembre de 2009       | 27 de septiembre de 2011       |                                | MCAP                                       |                                |
| Primer Ministro de Montserrat  |                                |                                |                                |                                |                                |                                            |                                |
| 1                              |                                | Reuben Meade (1954–)           | 13 de octubre de 2010          | 12 de septiembre de 2014       | 3 años, 334 días               | MCAP                                       |                                |
| 2                              |                                | Donaldson Romeo (1962–)        | 12 de septiembre de 2014       | 19 de noviembre de 2019        | 4 años, 115 días               | PDM                                        |                                |
| 3                              |                                | Easton Taylor-Farrell          | 19 de noviembre de 2019        | En el cargo                    | 1 día                          | MCAP                                       |                                |

- Datos: Q3245464